# Plasmodium (livscykel)

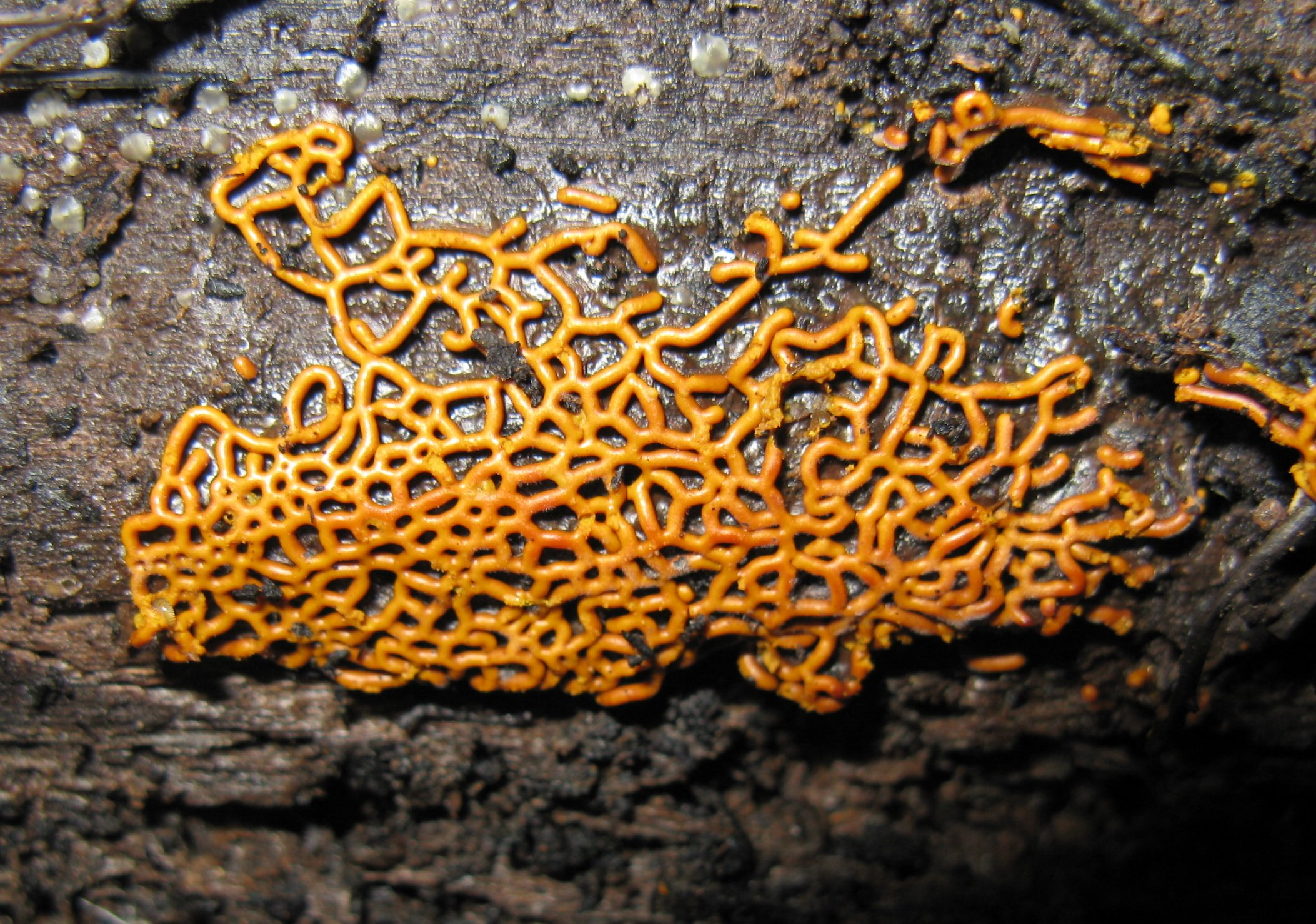
Plasmodiokarp av slemsvampen Hemitrichia serpula.

Plasmodium är en amöbaliknande, levande struktur som innehåller många diploida cellkärnor, i cytoplasman hos slemsvampar.

## Struktur
Med tanke på att denna struktur innehåller en massa cellkärnor och inga cellväggar, sker nukleär delning utan cytokines, som drar isär nyligen delade celler i andra organismer. Denna struktur är lik Syncytium, men skapas på ett annat sätt.

## Taxonomi
Termen plasmodium, som infördes av Leon Cienkowski, avser vanligtvis slemsvamparnas matningsstadium (makroskopiska myxomyceter).